# Трофименко, Генрих Александрович
Ге́нрих Алекса́ндрович Трофиме́нко (1 февраля 1929, Брянск — 2005) — советский и российский историк-американист, специалист в области внешней политики США и СССР (России) и российско-американских отношений. Доктор исторических наук, профессор (1978), заслуженный деятель науки РСФСР (1989).

## Биография
В 1951 году окончил Московский государственный институт международных отношений; с того же года член Союза журналистов. До 1967 года работал на Всесоюзном радио и телевидении, пройдя путь от выпускающего редактора до политического комментатора. Корреспондент Московского радио и телевидения в Лондоне (1961—1967).
В 1967—1970 годах работал в Институте международного рабочего движения АН СССР, а с 1971 года — в Институте США и Канады; заведовал отделом внешней политики. В 1968 году защитил кандидатскую диссертацию «Военно-политическая стратегия США и американская политика в НАТО (1945—1965 гг.)», а в 1974 году — докторскую диссертацию «Традиции философии силы и эволюция военно-политической стратегии США после второй мировой войны».
В 1974—1988 годах преподавал в Дипломатической академии МИД СССР. Член экспертного Совета ВАК по историческим наукам (1979—1989).
В 1990 году — представитель Правительства СССР в группе экспертов ООН по ядерному разоружению (45-сессия Генеральной Ассамблеи ООН), советник делегации СССР на конференции по обычным вооружениям в Европе.
В 1991—1994 годах читал лекции по проблемам советско (российско)-американских отношений в ряде университетов США, включая Колумбийский и Американский университеты.

## Избранная библиография
- Стратегия глобальной войны (1968);
- США: политика, война, идеология (1976);
- Внешняя политика Советского Союза (1978) (в соавт.);
- Современные внешнеполитические концепции США (1979) (ответственный редактор и соавтор);
- Глобальная стратегия США в условиях научно-технической революции (1979) (в соавт.);
- США, транснациональные корпорации и внешняя политика. — М.: Наука, 1984. — 173 с. (в соавт. с С. А. Карагановым)
- Современная внешняя политика CША. в 2-х т. (1984) (ответственный редактор и соавтор);
- США — диктатор НАТО. — М.: Советская Россия, 1985. — 207 с. (в соавт. с С. А. Карагановым и В. С. Шеиным)
- The U.S. Military Doctrine (1986).